# Bătălia de la Eckmühl
Bătălia de la Eckmühl, denumită și Bătălia de la Eggmühl a avut loc între 21 și 22 aprilie 1809, fiind una dintre confruntările majore din Războiul celei de-a Cincea Coaliții. Bătălia a opus o armată franco-germană, la început sub comanda lui Davout, apoi a lui Napoleon I, unei armate austriece, conduse de Arhiducele Carol al Austriei. Bătălia a început în jurul orei 13:50, atunci când corpul de armată al lui Davout a atacat armata austriacă, superioară numeric, cu scopul de a o fixa, pentru a permite restului armatei franceze să intervină. Acest lucru se întâmplă și astfel Arhiducele Carol și generalul Bellegarde sunt prinși între două focuri. Începută inițial în jurul satelor Ober-Leuchling și Unter-Leuchling, bătălia se mută treptat spre est, pe măsură ce francezii avansează și austriecii cedează teren. Generalul austriac Rosenberg lansează un atac violent asupra bavarezilor dar aceștia sunt în măsură să răspundă adecvat, astfel că întreaga armată austriacă risca să fie întoarsă. Ca atare, austriecii sunt nevoiți să se retragă și să se baricadeze la Eckmühl, wurtemburghezii reușind în același timp să ocupe Landach. În aceste momente este ucis de o ghiulea generalul francez Cervoni, chiar în timp ce se consulta cu mareșalii Davout și Masséna, care scapă însă neatinși. Arhiducele Carol, dorind să păstreze cu orice preț ruta sa de retragere, drumul spre Landshut, pierde poziția de la Eckmühl, semn că a pierdut bătălia. Dorind să își acopere retragerea, Arhiducele aruncă în luptă cuirasierii lui Gottesheim, care sunt respinși de două ori, după o lungă și sângeroasă luptă cu cuirasierii francezii din diviziile Nansouty și St. Sulpice, luptă ce a avut loc în jurul localității Egglofsheim. Victoria franceză, deși importantă, nu a fost una decisivă strategic, deoarece trupele austriece s-au putut retrage în bună ordine în Boemia. Cu toate acestea, în urma bătăliei, corpul Arhiducelui Ludovic și corpul generalului Hiller au fost definitiv separate de grosul armatei austriece..